# Noah Worcester
Noah Worcester (* 25. November 1758 in Hollis, New Hampshire; † 31. Oktober 1837) war ein US-amerikanischer unitarischer Pfarrer, Redakteur und ein früher Vertreter der nordamerikanischen Friedensbewegung.

## Leben und Wirken

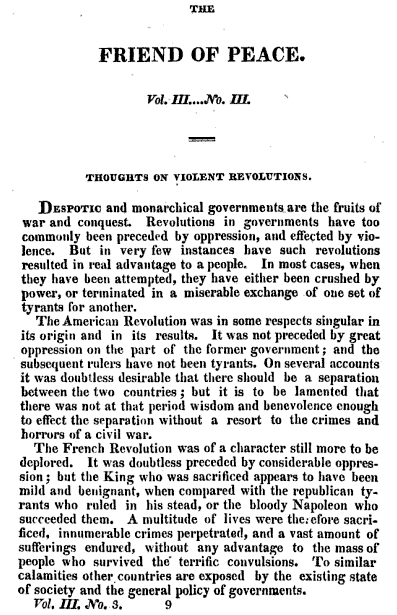
Die von Worcester redigierte Zeitschrift Friend of Peace, 1824

Worcester wurde am 25. November 1758 in Hollis im Bundesstaat New Hampshire geboren. Sein Vater war einer der Verfasser der Verfassung des Staates New Hampshire. Sein Großvater war Pfarrer Francis Worcester. Mit 16 Jahren nahm er am Amerikanischen Unabhängigkeitskrieg teil und erlebte die Schlacht von Bunker Hill 1775 unter der Belagerung von Boston. Im September 1778 zog er nach Plymouth in New Hampshire, um hier als Lehrer zu wirken. Hier heiratete er auch seine erste Frau, Hannah Brown. Beide bekamen vier Söhne und sechs Töchter. Im Februar 1782 übersiedelten beide nach Thornton. Worcester hatte sich inzwischen der Theologie zugewandt. 1785 schrieb er einen Brief an den universalistischen Pfarrer John Murray bezugnehmend auf eine Predigt, die Letzterer über den Ursprung des Bösen veröffentlicht hatte. Dieser wurde im Anschluss abgedruckt und bereitete so den Weg für seine Karriere als Prediger. Bereits ein Jahr später wurde er Pfarrer von Thornton. Zudem begann er Artikel für theologische und populärwissenschaftliche Zeitschriften zu verfassen. Im November 1797 starb seine erste Frau durch einen Sturz vom Pferd. Ein Jahr später, am 22. Mai 1798, heiratete er seine zweite Frau, Hannah Huntington. Mit Gründung der New Hampshire Missionary Society wurde Worcester dessen erster Missionar und als solcher hatte er die Möglichkeit an mehreren Orten des Bundesstaates Predigten zu halten. 1810 wurde er Pastor in Salisbury in New Hampshire. Zur gleichen Zeit hatte er sich in seinen Schriften bereits mit der Trinität auseinandergesetzt und sich für den Unitarismus geöffnet. 1813 begann er schließlich für die in Boston vertriebene Fachzeitschrift Christian Disciple zu schreiben, die von dem bekannten unitarischen Theologen William Ellery Channing und anderen gegründet wurde. Hierfür siedelte Worcester nach Brighton in Massachusetts über. 1818 wurde ihm vom Harvard College der Doktortitel der Theologie verliehen. Zugleich wandte sich Worcester zunehmend der Friedensarbeit zu und wurde ein früher Pionier der amerikanischen Friedensbewegung. 1814 publizierte er das Antikriegsstück A Solemn Review of the Custom of War, das in mehrere Sprachen übersetzt werden sollte. 1815 war zusammen mit William Phillips junior und anderen Mitinitiator der Gründung der Massachusetts Peace Society, dessen Sekretär er bis 1828 bleiben sollte. 1819 begann er für zehn Jahre die Zeitschrift Friend of Peace zu redigieren. Worcester starb am 31. Oktober 1837. Sein Bruder Samuel Worcester (1770–1821) war ebenfalls unitarischer Pfarrer.